# Felix Dzerjinski
Felix Edmundovici Dzerjinski (în limba poloneză: Feliks Dzierżyński, în limba rusă: Феликс
Эдмундович Дзержинский, în limba belarusă Фелікс Эдмундавіч Дзяржынскі; 30 august (stil vechi)/11 septembrie  (stil nou) 1877 –20 iulie 1926) a fost un revoluționar comunist polonez, apoi om de securitate și politician sovietic, cunoscut pentru că a fost fondatorul și primul conducător al poliției politice bolșevice, CEKA, organism care avea să aibă multe alte nume de-a lungul întregii istorii a Uniunii Sovietice.

## Biografie

### Familie, biografie timpurie
Dzerjinski s-a născut într-o familie de șleahtici polonezi bogați, pe moșia Kojdanów (numit în zilele noastre: Dziarzhynava), lângă Ivianets și Rakau, în partea de vest a Belarusului, (pe atunci în componența Imperiului Rus). A fost exmatriculat din școala din Vilnius pentru "activități revoluționare". A intrat în rândurile organizației marxiste cunoscute cu numele de Partidul Social Democrat Lituanian în 1895 și a fost fondatorul în anul 1900 al Social Democrației Regatului Poloniei și Lituaniei. Și-a petrecut cea mai mare parte a tinereții în diferite închisori țariste. A fost arestat pentru activități revoluționare în 1897 și 1900, a fost exilat în Siberia și a evadat de fiecare dată. A fugit în străinătate, la Berlin, dar s-a întors și a participat la revoluția rusă din 1905. A fost arestat de poliția secretă țaristă, Ohrana și a fost din nou întemnițat. După eliberarea din 1912, a fost rapid rearestat pentru activități revoluționare și a fost întemnițat în Moscova. 

### Bolșevism, CEKA
În martie 1917 a fost eliberat împreună cu alți condamnați politici (sau așa cum s-a afirmat ulterior în biografia oficială, a evadat). Prima sa acțiune politică a fost aceea de a se înscrie în partidul bolșevicilor. Caracterul său cinstit și incoruptibil, combinat cu devotamentul pentru cauza comunistă, i-au adus supranumele de Felix cel de fier.
Lenin îl considera pe Dzerjinski un erou revoluționar și l-a însărcinat să se ocupe de organizarea unei forțe care să lupte cu amenințările politice interne. Pe 20 decembrie 1917, Sovietul Comisarilor Poporului a înființat în mod oficial VECEKA (ВЧК), acronimul rusesc pentru Comisia extraordinară pe întreaga Rusie pentru combaterea contrarevoluției, speculei și abuzului de putere. CEKA a primit foarte multe resurse, și în scurtă vreme urmărea fără milă pe cei percepuți ca elemente contrarevoluționare. Odată cu extinderea luptelor războiului civil din Rusia, Dzerjinski a început să organizeze trupe interne de securitate care să întărească autoritatea CEKA. Lenin a dat poliției politice puteri uriașe în lupta împotriva opoziției. 
La sfârșitul războiului civil din 1922, CEKA s-a transformat în Gosudarstvennoe Politicheskoe Upravlenie – Administrația Politică de Stat, o secțiune a NKVD, dar asta nu a diminuat puterea lui Dzerjinski. Din 1921 până în 1924, el a fost ministru al afacerilor interne, șeful CEKA/GPU/OGPU, ministrul comunicațiilor și șeful VSNHa (Sovietul suprem unional al economiei naționale). 

### Activități economice
În 1924, Dzerjinski a organizat o fabrică de calculatoare mecanice. Modelul cel mai reușit a fost numit Felix.
A fost produs și un aparat de fotografiat FED. Primele modele, copii ale aparatului german Leica, au fost produse într-o colonie pentru copii fără casă, colonie care fusese botezată cu numele lui Dzerjinski și care funcționa sub conducerea faimosului pedagog sovietic Anton Makarenko. Mai târziu, producția aparatelor de fotografiat FED a fost extinsă într-o fabrică din Harkov, Ucraina, care purta și ea numele lui F.E. Dzerjinski. 

### Trivia
Lui Dzerjinski i se atribuie fraza: "un membru al KGB-ului ar trebui să aibă capul rece, inima caldă și mâinile curate".
Dzerjinski a fost eroul a numeroase bancuri sovietice, în care apărea de obicei alături de Lenin. În aceste bancuri era portretizat ca un revoluționar prost și limitat. 
Dzerjinski a murit în urma unui infarct miocardic pe 20 iulie 1926 în Moscova. Imaginea și numele lui Dzerjinski au fost intens folosite în KGB și Uniunea Sovietică și statele satelit. Șase orașe au fost rebotezate în onoarea sa. A fost deschis un muzeu dedicat lui Dzerjinski în orașul din Belarus în care s-a născut. Orășelul Kojdanava, care nu este foarte departe de moșia părintească, a fost redenumit Dziarjînsk. Există un oraș Dzerjinsk și alte trei orașe Dzerjinskii în Rusia și alte două orașe în Ucraina numite Dzerjinsk.

### Monumente
Felix cel de fier este și numele monumentului ridicat în cinstea revoluționarului bolșevic în Piața Lubianka din Moscova, în fața sediului central al KGB. În mod simbolic, Memorialul victimelor din Gulag, o piatră simplă din Solovki, a fost ridicat lângă statuia lui Felix cel de fier. Statuia lui Dzerjinski a fost demolată în august 1991.
Monumentul lui Dzerjinski din centrul Varșoviei din "Piața Dzerjinski" (în limba poloneză Plac Dzierżyńskiego), era urât de populația capitalei fiind considerat un simbol al opresiunii Uniunii Sovietice . Monumentul a fost demolat în 1989. Piața și-a recăpătat numele din perioada interbelică, "Plac Bankowy". O glumă poloneză de pe la sfârșitul epocii comuniste spunea că "Dzerjinski a meritat un monument pentru că a fost polonezul care a ucis cel mai mare număr de comuniști".